# Hostim

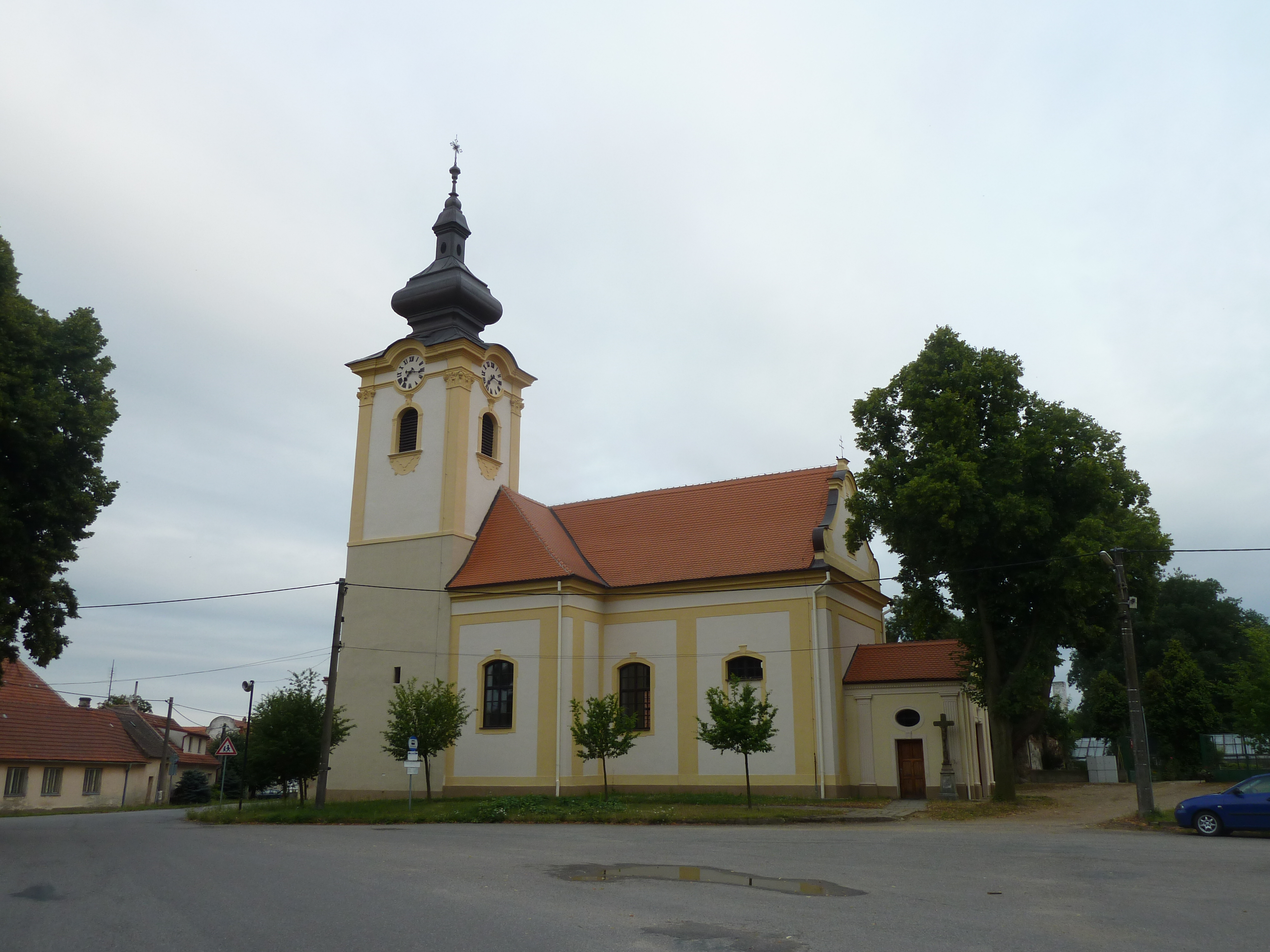
Die Franziskuskirche in der Ortsmitte

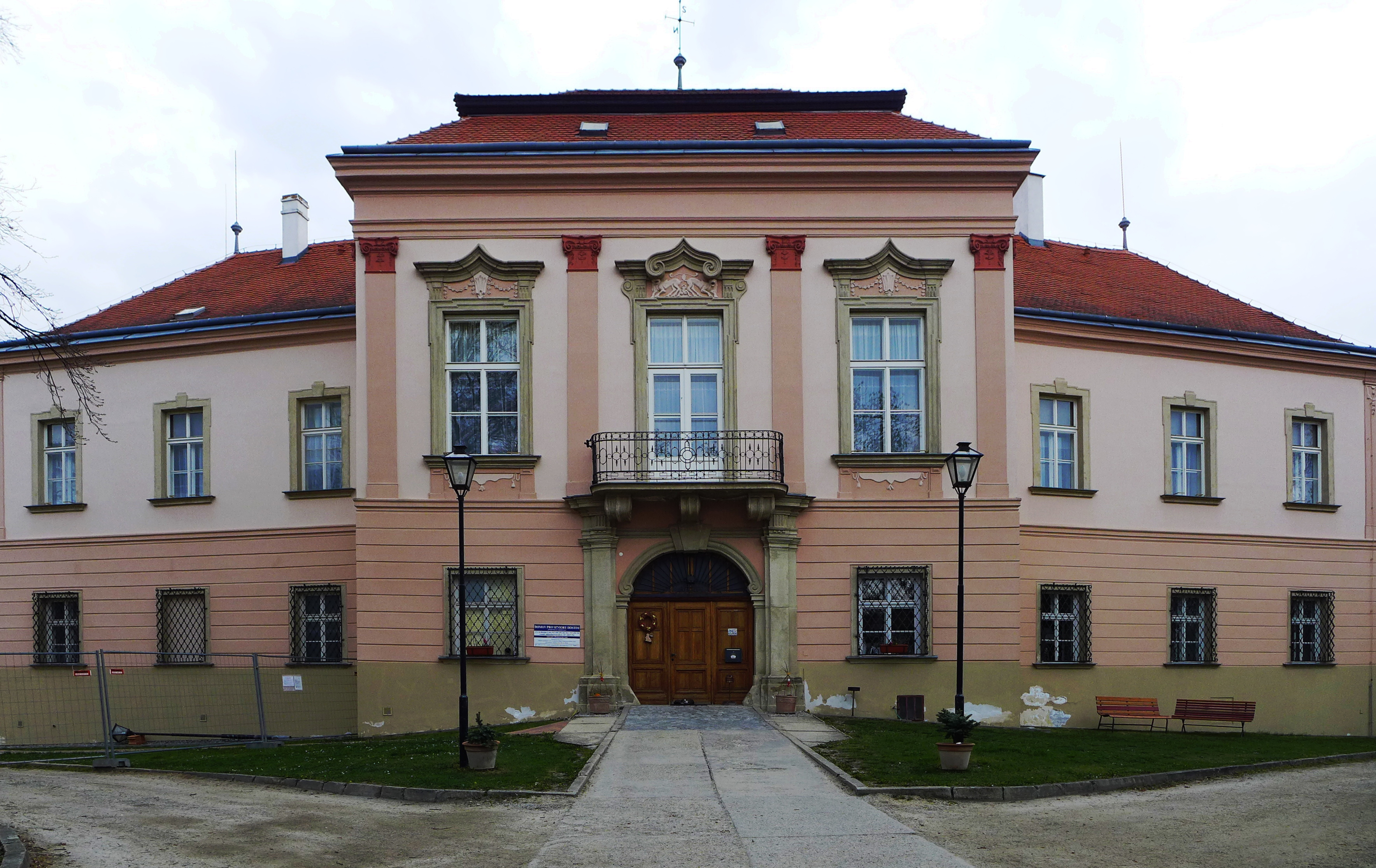
Schloss Hösting

Hostim (deutsch Hösting) ist eine Gemeinde in Tschechien. Sie liegt sieben Kilometer südöstlich der Stadt Moravské Budějovice und gehört zum Okres Znojmo.

## Geographie
Hostim befindet sich im Tal der Nedveka in der südmährischen Thaya-Schwarza-Talsenke. Nördlich des Dorfes liegt die Trinkwassertalsperre Hostim.
Nachbarorte sind Ohrazenice im Norden, Rozkoš im Osten, Jiřice u Moravských Budějovic im Südosten, Prokopov und Blanné im Süden, Ctidružice und Blížkovice im Südwesten sowie Zvěrkovice im Nordwesten.

## Geschichte
Archäologische Funde belegen eine Besiedlung des Ortes in der Jungsteinzeit und Kupferzeit, auf der Anhöhe „Za Ovčírnou“ war eine jungsteinzeitliche Burgstätte gestanden.
Erste urkundliche Nachweise über Hostim datieren von 1322, als der Vladik Heřman von Hostim als Besitzer genannt wurde. Auch eine Pfarre bestand zu diesem Zeitpunkt bereits und gehörte bis 1481 den Kanonissen des Stiftes Pernegg. Durch Hostim führte mit dem Haberner Steig die wichtigste Handelsverbindung zwischen Böhmen und Mähren, an der zum Schutz des Weges die seit 1173 nachweisbare, aber erst 1337 vollendete Burg Bukovina befand. Ab 1350 gehörte Hostim einschließlich seiner Feste und dem Hof zusammen mit den Dörfern Bukovina, Jiřice, Našiměřice, Mašůvky, Chvalovice, Bojanovice, Hrušovany und Zárubice zur Burg Bukovina. In der 1. Hälfte des 15. Jahrhunderts wurden Burg und Dorf Bukovina, wie auch Hostim niedergebrannt. Das Geschlecht von Bukovina starb 1417 aus. Die Herrschaft erbte Johann von Weitmühl. In der Mitte des 15. Jahrhunderts erwarben die Lichtenburger die Herrschaft Bukovina, 1464 bewohnte Hynek Bitovsky von Lichtenburg und Zornstein die Feste Hostim und Burg Bukovina. Seit 1481 gilt die Burg Bukovina als wüst, Sitz der Herrschaft wurde Hostim.
Nachdem das Geschlecht 1561 mit dem Tode von Zdeněk Bítovský von Lichtenburg im Mannesstamme erloschen war, verkaufte der Vormund seiner Töchter, Landeshauptmann Pertold von Leipa die Herrschaft Hostim mit dem Schloss und dem Dorf Hostim, dem Dorf und der Feste Vesce, den Dörfern Příštpo, Radkovice, Jiřice, Blatnice und Lažínky sowie einem Anteil von Zvěrkovice 1563 an den mährischen Obersthofrichter Wenzel Hodický von Hoditz, der sie ein Jahr später bei Jiří Valecký von Mírov gegen Mißlitz eintauschte. 1569 erhielt Valecký die Herrschaft als königliches Mannslehn. Valecký bewirtschaftete sie jedoch wenig erfolgreich, und es begann ein Ausverkauf. 1576 trennte er das Dorf Jiřice mit Zubehör von Hostim ab und verkaufte es an Jindřich Březnický von Náchod auf Horní Dunajovice. Den verbliebenen Rest der Herrschaft vermachte er 1590 seiner Frau Kateřina Zelená von Říčany als Witwenteil, die den Besitz 1591 in ihre zweite Ehe mit Ladislaus von Schleinitz einbrachte. Schleinitz war eine der wichtigsten Persönlichkeiten des mährischen Ständeaufstandes und wurde nach dessen Niederschlagung wegen seiner Verdienste verschont. Im Jahre 1630 erwarb Georg/Jíří Březnický von Náchod die Herrschaft Hostim als auch das Gut Boskovštejn und vereinigte beide. Sein Sohn Leopold Ferdinand erhob Hostim 1656 zum Flecken und Kaiser Leopold I. erteilte am 29. Dezember 1656 Hostim das Privileg für vier Jahrmärkte. 1659 trennte Leopold Ferdinand Březnický von Náchod das Freigut Boskovštejn wieder von Hostim ab und verkaufte es an Zdenko Bohuslav Dubský von Třebomyslice. Ein Jahr später veräußerte er auch Hostim an den Znaimer Kreishauptmann Rudolph von Schauenburg auf Mährisch Budwitz. Dabei verschwieg Leopold Ferdinand jedoch, dass er die Herrschaft bereits hypothekarisch seiner Mutter und seiner Schwester verpfändet hatte, so dass die geprellten Käufer später ihren Besitz ein zweites Mal bezahlen mussten. Die letzten sieben Jahre seines Lebens verbrachte Leopold Ferdinand unter Hausarrest in Eibenschütz.
Im Jahre 1662 veräußerte Rudolph von Schauenburg seinen Anteil an Wilhelm Slavata von Chlum und Koschumberg, der ihn
1665 dem Marschall Jean-Louis Raduit de Souches auf Jaispitz verkaufte. Raduit erwarb im selben Jahre von der Witwe des Jíří Březnický von Náchod, Marie Renate geborene Breuner, noch das Schloss Hostim, mit der Pfarrei und dem Hopfengarten sowie das Dorf Zvěrkovice mit einem Freihof hinzu. 1679 kaufte er von den Freiherren Dubský das Freigut Boskovštejn mit Jiřice hinzu. Hostim überschrieb er seinem ältesten Sohn Johann Ludwig, der jedoch wegen seines Geisteszustandes unter Vormundschaft stand. 1682 erbte der jüngere Sohn Karl Ludwig de Souches die Güter Jaispitz und Boskovštejn, er wurde auch Vormund für seinen schwachsinnigen Bruder. Nachdem Karl Ludwig 1690 plötzlich verstorben war, erbte dessen minderjähriger Sohn Karl Joseph de Souches Jaispitz und Boskovštejn. Als Johann Ludwig 1717 verstarb, fiel auch Hostim an dessen Neffen, der 1720 durch seine Vormünder verschuldete Herrschaft an den kaiserlichen Mundschenk und Hofkämmerer Konstantin Josef Graf von Gatterburg verkauften. Dessen Sohn Konstantin Joachim ließ die Feste zum Schloss umbauen. Ihm folgte sein Sohn Prokop, der 1789 das Dorf Neudorf, das später ihm zu Ehren ihm Prokopsdorf umbenannt wurde, gründete.
1798 erwarb Anton Graf Meraviglia die Herrschaft Hösting mit den zugehörigen Dörfern Blann, Boskowstein, Gröschlmaut, Irschitz, Prokopsdorf, Roskosch und Zerkowitz. Zum Ende des 18. Jahrhunderts verschmolz das eigenständige Gut Boskowstein mit der Herrschaft Hösting. ´Zwischen 1831 und 1832 forderte eine Choleraepidemie zahlreiche Opfer. 1843 bestand Hösting aus 107 Häusern und hatte 802 Einwohner.
Bis 1851 war Hösting Sitz einer Patrimonialherrschaft und wurde am 31. Dezember 1851 zur selbstständigen Marktgemeinde. Den herrschaftlichen Großgrundbesitz erwarb 1858 Karl Fürst von und zu Liechtenstein von der Familie Meraviglia. Nach dem Tode Rudolfs von und zu Liechtenstein wurden die Güter 1908 an Ferdinand Graf Trauttmansdorff verkauft. Nach der Gründung der Tschechoslowakei erfolgte zwischen 1923 und 1926 die Parzellisierung des Gutes Boskowstein und nach dem Zweiten Weltkrieg wurden die Grafen Trauttmansdorff enteignet.
Ab 1868 gehörte Hösting zur k.k. Bezirkshauptmannschaft Znaim, Sitz des Bezirksgerichts und des Steueramtes war Mährisch Budwitz. 1876 wurden Teile des Marktfleckens zur einen Großbrand vernichtet, infolge dieses Ereignisses kam es im gleichen Jahr zur Gründung einer Freiwilligen Feuerwehr.
Zwischen 1880 und 1896 war Hösting Sitz eines Postamtes. Nachdem die Feuerwehr 1883 erfolgreich beim Stadtbrand von Lispitz im Einsatz war, fiel sie danach im Streit auseinander. Nachdem bei einem erneuten Feuer im Ortsteil Chaloupky 18 Chaluppen niederbrannten, gründete sich 1887 erneut eine Freiwillige Feuerwehr. Auf den sauren Gutwiesen westlich des Ortes wurde 1921 der Teich Polepšil angelegt. Bei der im selben Jahre durchgeführten Volkszählung lebten in Hostim 732 Einwohner in 143 Häusern.
In den 1950er Jahren sank Hostim zum Dorf herab. Nach der Auflösung des Okres Moravské Budějovice kam Hostim 1960 zum Okres Znojmo, nachdem der Ort eigentlich in den neuen Okres Třebíč eingegliedert werden sollte. 1964 wurde Jiřice eingemeindet, 1976 kamen Blanné und Prokopov hinzu. 1980 hatte Hostim 438 Einwohner.

## Gemeindegliederung
Für die Gemeinde Hostim sind keine Ortsteile ausgewiesen. Zu Hostim gehören die Einschichten Červený Mlýn, Kyničky und Radkovský Mlýn.

## Sehenswürdigkeiten
- Kirche des Hl. Franziskus, seit 1394 nachweisbar
- Schloss Hostim
- Wassermühle Červený mlýn an der Nedveka
- Reste der Burg Bukovina im Nedvekatal, südöstlich von Hostim
- Kapelle zum Hl. Kreuz
- Statue des Hl. Johannes von Nepomuk auf dem Markt